# Liatris compacta
Liatris compacta là một loài thực vật có hoa trong họ Cúc. Loài này được (Torr. & A.Gray) Rydb. mô tả khoa học đầu tiên năm 1931.